# Palpita austrannulata
Palpita austrannulata là một loài bướm đêm trong họ Crambidae.